# Raymond Dubly
Raymond Lucien Dubly (Roubaix, Francia 5 de noviembre de 1893-7 de septiembre de 1988) fue un futbolista internacional francés.

## Biografía
Los nueve hermanos Dubly paractricaron fútbol, Jean incluso fue internacional en 1908. Raymond fue el más joven de sus hermanos y jugó fútbol en Inglaterra desde 1909 hasta 1910 en Uckfield FC durante sus estudios. De vuelta en Francia, se unió al club de sus hermanos en 1911: Racing Club de Roubaix. Rápidamente se impone como titular del primer equipo. Ese mismo año jugó con la selección francesa de la USFSA contra la selección de Bohemia en el Gran Torneo Europeo organizado por la UIAFA.
Raymond Dubly posee 31 participaciones en el equipo francés entre febrero de 1913 y mayo de 1925 con 4 goles y 16 asistencias (terminó semifinalista de los Juegos Olímpicos de 1920). Además de estos partidos oficiales, vale la pena agregar los Juegos Aliados de 1919 (aunque no compitiendo en la final contra los checos) y partidos no oficiales del equipo francés en Yugoslavia (1921) y en Noruega (1922). Dubly era entonces el capitán de los Blues.

## Clubes
| Equipo                         | País    | Años      | PJ | Goles |
| ------------------------------ | ------- | --------- | -- | ----- |
| RC Roubaix                     | Francia | 1911-1931 | ?  | ?     |
| Selección de fútbol de Francia | Francia | 1913–1925 | 31 | 4     |